# ユダヤ自治州の行政区画

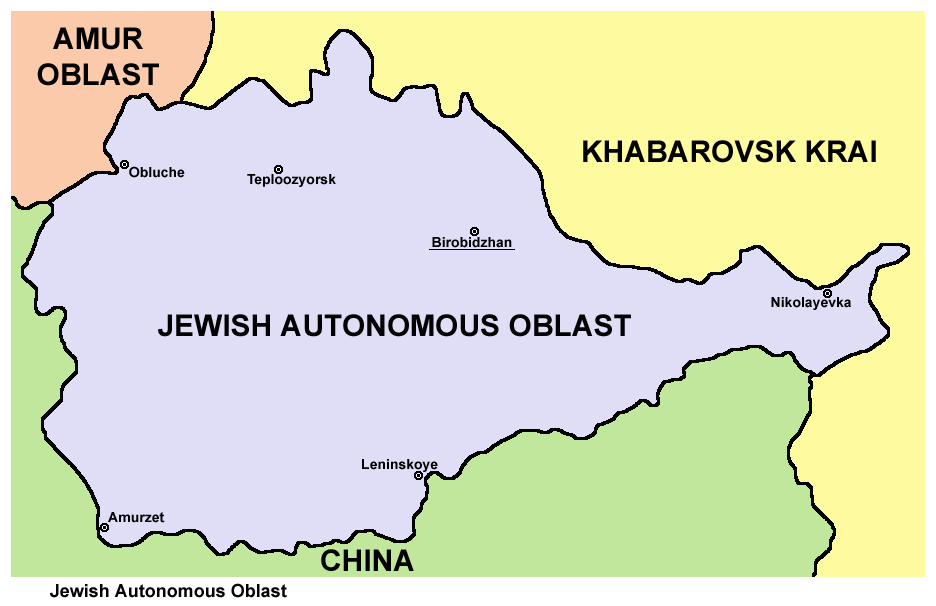
ユダヤ自治州の地図

ユダヤ自治州の行政区画（ユダヤじちしゅうのぎょうせいくかく）では、ロシア連邦、ユダヤ自治州の行政区画について記述する。
ユダヤ自治州は2014年現在、5の地区、1つの町からなる。

## 行政区画
- 町 (ユダヤ自治州の管轄下)

ユダヤ自治州の行政区画

  - ビロビジャン (Биробиджан) (行政中心地)
- 地区(ラヨン):
  1. ビロビジャン地区 (Биробиджанский)
  2. レニンスコエ地区 (Ленинский)
  3. オブルチエ地区 (Облученский)
  4. オクチャブリ地区 (Октябрьский)
  5. スミドヴィチ地区 (Смидовичский)